# Jan Bachleda-Curuś
Jan Wojciech Bachleda-Curuś (* 19. April 1951 in Zakopane; † 7. Februar 2009 ebenda) war ein polnischer Skirennläufer.

## Karriere
Bachleda-Curuś gab sein internationales Renndebüt bei den Weltmeisterschaften 1970 in Gröden, wobei er sein bestes Ergebnis mit Rang 42 im Riesenslalom erreichte. Am 28. Januar 1973 gewann er mit Rang 7 beim Slalom von Kitzbühel seine ersten Weltcuppunkte. 1974 wurde Bachleda-Curuś bei den Weltmeisterschaften in St. Moritz im Riesenslalom disqualifiziert nach dem er nicht zur Dopingkontrolle erschienen war. Sein bestes Weltcupergebnis gelang ihm am 6. Januar 1975 in Garmisch-Partenkirchen mit Rang 4 im Slalom.
1976 nahm er zum ersten und einzigen Mal an Olympischen Winterspielen teil. Bei den Wettkämpfen in Innsbruck erreichte er den 11. Platz im Slalom.
Zwei Jahre später feierte er bei der Winter-Universiade in Špindlerův Mlýn mit dem Gewinn der Silbermedaille seinen größten Erfolg.

## Privates
Sein Bruder Andrzej Bachleda-Curuś sowie sein Neffe Andrzej Bachleda-Curuś junior waren ebenfalls als Skirennläufer aktiv.

## Erfolge

### Olympische Winterspiele
- Innsbruck 1976: 11. Slalom

### Weltmeisterschaften
- Gröden 1970: 42. Riesenslalom, 46. Abfahrt[3], DNQ Slalom[4]
- St. Moritz 1974 34. Abfahrt[5], DNF Slalom[6], DSQ Riesenslalom
- Innsbruck 1976: 11. Slalom
- Garmisch-Partenkirchen 1978: 30. Riesenslalom[7], DNF Slalom[8]

### Weltcup
- 10 Platzierungen unter den besten 10

### Europacup
- Saison 1977/78: 2. Gesamtwertung, 2. Slalomwertung

### Universiade
- Špindlerův Mlýn 1978: 2. Slalom